# それを愛とは呼ばず
『それを愛とは呼ばず』（それをあいとはよばず）は、日本の小説家桜木紫乃によるサスペンス小説である。
2013年10月から日刊ゲンダイに連載、釧路新聞、静岡新聞、愛媛新聞、秋北新聞、陸奥新報、佐賀新聞、南日本新聞など全国16紙に配信され、単行本化に際して、加筆・修正した。単行本は、2015年3月12日に幻冬舎より刊行された。単行本の装幀は、鈴木成一デザイン室による。単行本の装画は、藤本麻野子による。文庫版は、2017年10月6日に幻冬舎文庫より刊行された。

## あらすじ
亮介は、新潟にある〈いざわコーポレーション〉という会社の社長である章子と結婚し、同社の副社長の座に着いた。その章子が、ある日の夜、交通事故に遭い、意識不明の重体となる。しばらくの後、亮介は会社を追われ、故郷の新潟を離れる。紗希は、故郷の北海道から東京へ出てきて、タレント活動をしながら銀座にある老舗のグランドキャバレー〈ダイアモンド〉でアルバイトをしていたが、タレント事務所から契約打ち切りを宣告される。新しい就職先が決まった亮介は、〈ダイアモンド〉を訪れ、紗希と出会う。

## 主な登場人物
伊澤亮介
54歳。〈いざわコーポレーション〉の副社長。
伊澤章子
亮介の妻。64歳。〈いざわコーポレーション〉の社長。
伊澤慎吾
章子のひとり息子。
片倉肇
〈いざわコーポレーション〉の顧問弁護士。
白川紗希
29歳。タレント。

## 書評
書評家の倉本さおりは、「この作品の結末で待ち受ける荒涼とした情景は、私たちの甘やかな思い上がりのなれの果てを描いている」と評している。朝⽇新聞には、「最後の数ページになっても、どう展開するのかわからないほどの緊密さで、どこにもない〈ある愛の形〉を描く」とする書評が掲載されている。日刊ゲンダイDIGITALには、「誰もが予想できない驚愕の結末までイッキに読ませる長編サスペンス」とする書評が掲載されている。